# Арно, Сергей Игоревич
Сергей Игоревич Арно (род. 14 апреля 1958, Ленинград) — русский писатель, публицист, общественный деятель, путешественник, дайвер.

## Биография
Родился в семье капитана дальнего плавания; учился в ЛИИЖТ. Первые рассказы были опубликованы в 1990 году в сборнике «Аритмия». Посещал семинар Б. Н. Стругацкого, вместе с которым в 1999 стал одним из учредителей Премии Аркадия и Бориса Стругацких (АБС-премии). Работал оператором котельной, сценаристом на телевидении: является автором цикла телепередач «Частный сыщик», а также рекламных роликов. Возглавлял отдел рекламы журнала «Шарм», работал заместителем директора «Центра современной литературы и книги», заместителем главного редактора газеты «Литературный курьер», был директором ГУП «Дирекция праздничных мероприятий 300-летия Петербурга», работал в Пресс-службе Губернатора, вместе с Константином Мелиханом являлся соавтором и соведущим телевизионной юмористической передачи «Джентльмен-Пресс» на канале «СТС». Принимал участие в экспедиции «По следам Калипсо», организованной фондом «Созидающий мир».
Член Союза писателей Санкт-Петербурга с 1996 года, заместитель председателя Союза писателей Санкт-Петербурга, член Союза российских писателей с 2009 года, директор и соредактор издательства Союза писателей Санкт-Петербурга, директор Фонда братьев Стругацких, председатель оргкомитета АБС-премии, директор литературного агентства, соредактор альманаха «Под небом единым». В январе 2020 от имени Союза писателей Санкт-Петербурга выступил с идеей установки памятной доски Антону Чехову. Произведения переводились на французский, датский, сербский, финский, турецкий языки.

### Публикации в газетах
Петербургский литератор,
Литературный курьер,
Литературная газета,
Перекрёсток,
НЛО,
Калейдоскоп и других.

### Журнальные публикации
«Роман о любви, а ещё об идиотах и утопленницах» (роман) — журнал Нева № 7, 2003 г.
«Фредерик Рюйш и его дети» (роман) — журнал Нева № 4, 2006 г.
«Дайвер должен пройти через смерть» - журнал Аврора № 5, 2016 г.
"Записки странствующего писателя (Сиам-Таиланд)" - журнал Нева № 8, 2017 г.
"Здорово, Ванька Газ!" - журнал Аврора №6, 2017 г.

### Коллективные сборники прозы
«Аритмия» — сборник рассказов, изд. «Художественная литература», 1990 г.
«Подкова» — сборник рассказов, 1990 г.
«Орфография» — сборник рассказов и повестей, изд. «Васильевский остров», 1991 г.
«Аничков мост» — сборник рассказов, 1993 г.
«На невском сквозняке» — сборник рассказов, изд. «Петербургский писатель», 1998 г.
«За бутылочкой Клейна» — сборник, изд. «Петраэдр», 2009 г.
«Честь и радость» — сборник, изд. «Петраэдр», 2010 г.
«Котэрра» — сборник, изд. «Шико», 2011 г.
«Под небом единым» — альманах, изд. «Союз писателей Санкт-Петербурга», 2011 г.
«Свобода и судьба» сборник на русском и датском языках - изд. «Союз писателей Петербурга», 2015 г.
Сборники рассказов писателей Санкт-Петербурга: "315" (изд. Петрополис; 2018 г.); "316" (2019 г.), "317" (2020 г.), "318" (2021 г.), "319" (2022 г.) - изд. "Союз писателей Петербурга"

### Отдельные книги
«Квадрат для покойников» — изд. «Борей», 1995 г.
«Живодёрня» — изд. «Азбука», 1997 г.
«День всех влюбленных» — изд. «Северо-Запад» и «Геликон плюс», 2005 г.
«Живодёрня» (переиздание) — изд. «Северо-Запад», 2005 г.
«Дороги к праотцам» — изд. «Ленинздат», 2006 г.
«Право на жизнь» — изд. «Лениздат», 2007 г.
«Отец монстров» — изд. «Лениздат», 2009 г.
«Квадрат для покойников» (переиздание) — изд. «Шико» Украина, 2010 г.
«Смирительная рубашка для гениев» — изд. «Союза писателей Санкт-Петербурга», 2012 г.
«Фредерик Рюйш и его дети» — изд. «Петрополис», 2012 г.
«Доктор Рюйш и его дети» - изд. НП «Международная Гильдия Мастеров», 2014 г.
«Истории петербургских утопленниц» - изд. «Метропресс», 2014 г.
«Записки странствующего писателя (О подводных погружениях и древних цивилизациях)» - изд. «Союз писателей Петербурга», 2016 г.
"Фредерик Рюйш и его дети" - изд. "СТРАТА", 2017 г.
"Записки странствующего писателя (О подводных погружениях и древних цивилизациях)" - изд. "СТРАТА", 2017 г.
"История литературного процесса от дворца Шереметевых до швейных мастерских" - изд. "Союз писателей Петербурга", 2020 г.
"Восстание слов" - изд. "Союз писателей Петербурга", 2020 г.
"Петербург. Иное измерение" - изд. "Союз писателей Петербурга", 2023 г.

### Экранизации
2020 год — Полнометражный игровой фильм по мотивам произведений Сергея Арно «Об идиотах и влюбленных» (реж. Олег Шиловский).

### Публикации на иностранных языках
«Орфография» — журнал «Русская литература», 2014 г., Париж.
«Свобода и судьба» — сборник на русском и датском языках

### Аудиокниги
«Роман о любви, а ещё об идиотах и утопленницах», 2003 год (читает Воробьева И.)
«Квадрат для покойников», 2009 год (читает Нина Арно)
«Роман о любви, а ещё об идиотах и утопленницах», 2010 год (читает Вячеслав Манылов)
«Роман о любви, а ещё об идиотах и утопленницах», 2011 год (читает Нина Арно)
«День всех влюбленных», 2011 год (читает Нина Арно)

## Отзывы коллег
«Проза Сергея Арно это мечта любого современного прозаика. Она одновременно остросюжетна, увлекательна, полна юмора и действия.
В то же время проза Сергея Арно это настоящая литература для взыскательного читателя с хорошим вкусом. В западной литературе такое сочетание свойств удавалось Марку Твену, Стивену Кингу, Честертону, Эдгару По, Бальзаку, Роберту Шекли и ещё очень немногим великанам литературы».— Поэт, писатель Владимир Уфлянд

«Магическая и таинственная проза Сергея Арно продолжает и развивает гениальный петербургский миф, созданный ещё Гоголем, продолженный Достоевским, а затем Хармсом и оживший в наши дни снова в сочинениях Сергея Арно. Не случайно он стал одним из первых лауреатов премии имени Н. В. Гоголя».— Председатель Союза писателей Санкт-Петербурга Валерий Попов

«Сергей Арно смешивает вымысел и реальность, приправляя получившуюся смесь чёрным юмором, — благо густая, как суп, петербургская мифология, элементы которой позаимствованы из множества разноплеменных культур, располагает и не к таким мысленным экспериментам».— Критик Василий Владимирский

## Премии
— Финалист премии имени С. Довлатова 1992 года за повесть «Орфография».
— Лауреат премии имени Н. В. Гоголя 2004 года за роман «Роман о любви, а ещё об идиотах и утопленницах», журнал «Нева» № 7, 2003 г.
— Лауреат премии «Живой металл» 2013 г. за роман «Квадрат для покойников».
— Финалист премии имени Н. В. Гоголя 2017 г. за книгу "Записки странствующего писателя (О подводных погружениях и древних цивилизациях)".
— Дипломант премии Н. В. Гоголя  2020 г. за книгу "История литературного процесса от дворца Шереметевых до швейных мастерских"
— Лауреат премии Н.В. Гоголя 2021 г. за книгу "Восстание слов"
— Лауреат Царскосельской художественной премии 2024 г. за книгу "История литературного процесса от дворца Шереметевых до швейных мастерских"

## Награды
Награждён медалью «В память 300-летия Санкт-Петербурга».
Награждён «Медалью мира Томаса Джефферсона»